# Bliedebach (Helme)
Der Bliedebach ist ein etwa 5,8 km langer, rechter Zufluss der Helme im Landkreis Nordhausen in Thüringen in Deutschland.

## Verlauf
Der Bach entspringt in der Nähe von Friedrichsthal. Die erste Wohnsiedlung an seinem Verlauf ist Bliedungen, eine Ortslage der Stadt Bleicherode. Später erreicht er Gratzungen, ebenfalls ein Dorf der Einheitsgemeinde. Das Fließgewässer fließt überwiegend in nördliche Richtung. Nur ein kleiner Teil ab der Quelle bis hinter den Ortsrand von Bliedungen fließt in östliche Richtung. Unweit der Mündung in die Helme ergießt sich der einzige benannte Zufluss in den Bliedebach, der Rodebach.

## Nebenflüsse
- Rodebach (rechts)